# Лудвиг Брадати
Лудвиг Брадати (на латински: Ludovicus cum barba; на немски: Ludwig der Bärtige, Ludwig I von Schauenburg; * ок. 1035; † 13 юни 1080) е основател на Лудовингите, ландграфската – династия в средновековните Тюрингия и Хесен.

## Биография
Той получава през 1040 г. земи северно от Тюрингскта гора и построява замъка Шауенбург при Фридрихрода. Лудвиг Брадати владее пътя от Гота за Шмалкалден.
Погребан е в „Св. Албан“ при Майнц.

## Фамилия
През 1039 г. Лудвиг се жени за Цецилия фон Зангерхаузен, наследничка на Зангерхаузен, вероятно внучка на императрица Гизела Швабска, съпругата на император Конрад II. Те имат децата:

- Лудвиг Скачащия († 1123), граф на Шауенбург, Турингия, ∞ на 5 февруари 1088 г. за Аделхайд фон Щаде († ок. 1060; † 1110), дъщеря на граф Лотар Удо II и Ода фон Верл
- Берингер (* 1056/57, † пр. 25 юли 1110), граф на Зангерхаузен, ∞ за Бертрада фон Ветин († ок. 1080; † 1145), дъщеря на граф Конрад фон Ветин и Отехилдис фон Катленбург
- Хилдегард († 1104); ∞ I. граф Popo I фон Хенеберг († 7 август 1078, битка при Мелрихщат); ∞ II. на 5 февруари 1088 г. Тимо граф на Нордек-Рупбург († 1104)
- Ута, ∞ Дитрих граф на Линденбах
- Аделхайд, ∞ Лудвиг I, граф на Випра
- Дитрих фон Лора